# جمال الدين الآلوسي
جمال الدين الآلوسي مؤرخ وأديب عراقي من أهل تكريت.

## سيرته
وأسمه الكامل جمال الدين بن علي علاء الدين الآلوسي. من مواليد مدينة تكريت عام 1320 هـ الموافق لسنة 1902م. سكن بغداد في الأعظمية، وكان بيته في شارع عمر بن عبد العزيز، ودرس وتعلم القراءة وختم القرآن لدى الملا (خديجة)، ثم أنهى الدراسة الابتدائية في تكريت وبعدها الإعدادية في المدرسة النموذجية في بغداد عام 1917م، ودرس في النحو والقرآن والفقه على يد والده وأخواله، وفي عام 1920 دخل دار المعلمين وتخرج منها بعد سنتين، وعين معلما ثم ترقى إلى مدير وأدار عدة مدارس منها الإعدادية الغربية، وفي عام 1941م شارك في ثورة مايس عن طريق مساهمتهِ في الإذاعة فاعتقل ونقل إلى سجن الفاو ثم سجن العمارة لمدة ستة وثلاثين شهرا، وفصل عن الخدمة خمس سنوات ولما انقضت عين مدرسا في دار المعلمين الابتدائية في بغداد وعمل فيها لمدة 16 سنة، ثم أحال نفسه إلى التقاعد عام 1961، ولم يفضل خدمة أخرى على التعليم لما للتعليم من حرية شخصية وخدمة وطنية واتصال بالثقافة.

## من مؤلفاته وانجازاته
كان أول مقال كتبهُ بعنوان (أثر الصحافة في التعليم والمجتمع) ونشر كافتتاحية في جريدة دجلة لصاحبها المحامي داود السعدي، في شهر آذار من عام 1922، وكتب عدة بحوث ومقالات في جريدة العراق لصاحبها رونائيل بطي، وفي المجلات كتب في مجلة العربي الكويتية والرسالة المصرية لصاحبها أحمد حسن الزيات، ونشر عدة مقالات في مجلة الكاتب المصري لصاحبها طه حسين، ومجلة الأقلام والحرية والرسالة الإسلامية، وغيرها كثير كذلك كتبت عنهُ جريدة الثورة (في الجذور) كما كتبت عنهُ جريدة العراق والجمهورية واجري له مقابلة في تلفاز بغداد دامت ساعة في (برنامج سيرة وذكريات)
له العديد من المؤلفات منها أربعة في البلاغة والنحو والأدب بالاشتراك مع غيره، أما المؤلفات المطبوع منها فهي 12 كتابا، والمعد للطبع فهي:
- سيرة وذكريات وإحداث (في ثلاثة أجزاء).
- أدب الحرب الأولى والثانية والذي تناول حروب العرب قبل الإسلام ثم حرب القادسية، والقسم الثاني أدب الحرب في ثورة العشرين وثورة 2 مايس في عام( 1941 )، والقسم الثالث حرب الخليج الأولى في ثلاث أجزاء مقرون أدبها بالإحداث الجسام والانتصارات العراقية الباهرة.
- المختار من ديوان المتنبي مع الشرح والأمثلة.
- تراجم وسير لعدد من العلماء والأدباء ممن تناولتهم في أحاديثي في الإذاعة وفي التلفزيون[3]

ولقد كتب عن كتبهِ الكثيرون منهم: العلامة الأديب محمد بهجت الأثري والناقد منير بصري وعبد القادر البراك والاستاذ عبد الرزاق الهلالي وناجي القشطيني وحميد رشودي وجريدة الأهرام المصرية

## المؤتمرات
شارك في مؤتمرات عديدة ومنها:
- شوقي المنام في القاهرة عام 1959، ضمن الوفد العراقي الرسمي، وكان موضوعه الذي القاه في المهرجان (شوقي وأثرة في الشعر العراقي).
- اسبوع العلم في دمشق 1976 خصص قسم منه لذكرى محمد كرد علي وكان موضوعه في المهرجان (رحلات كرد علي وأثرها على تفكيره).[2]

## الجمعيات
- أنتمى في بدء حياتهِ إلى حرس الاستقلال السري.
- انتمى إلى جمعية المؤلفين والكتاب ثم اتحاد الأدباء.

## وفاته
توفى في بغداد عام 1990.

## الرحلات
من أشهر الدول التي رحل اليها هي: لبنان عدة مرات وإلى مصر والجزائر والكويت وإلى الديار المقدسة (في مكة والمدينة) للحج والعمرة.

## المطبوع من مؤلفاته
- 1 - محمد كرد علي - طبع في مطبعة دار الجمهورية عام 1966.
- 2 – أسامة بن منقد - طبع عام 1968.
- 3 – الدر المنتثر - تحقيق مع الدكتور عبد الله الجبوري.
- 4 – الجزائر بلد المليون شهيد - وزارة الثقافة 1969.
- 5 – أدب أحمد الزيات في العراق - بيروت 1974.
- 6 – طه حسين بين أنصاره وخصومه - مطبعة الإرشاد 1973.
- 7 – الدبلوماسية العربية - مطبعة الأوقاف 1979.
- 8 – المتخير من حديث الرسول الكريم - وزارة الأوقاف 1970.
- 9 – ساطع الحصري - دار الثقافة سنة 1987.
- 10 – عباس محمود العقاد عملاق الأدب والفكر والفن - دار الثقافة سنة 1987.
- 11 - بغداد في الشعر العربي من تاريخها وأخبارها الحضارية - مطبعة المجمع العلمي وعلى نفقة المجمع سنة 1987.[6]